# Droga krajowa B170 (Niemcy)
Droga krajowa 170 (niem. Bundesstraße 170, B 170) – niemiecka droga krajowa przebiegająca  z południa na północ od granicy z Czechami koło Altenbergu do Drezna w Saksonii, gdzie krzyżuje się z wieloma drogami krajowymi i autostradami.

## Ograniczenia
Pomiędzy Possendorfem a granicą z Czechami droga jest zamknięta dla pojazdów powyżej 7,5 t. Zalecany jest objazd autostradą A17.

## Historia
W latach 1842-1846 rozbudowano i utwardzono drogę z Drezna do czeskich Cieplic. Droga była wykorzystywana przez dyliżansy pocztowe do momentu otwarcia w 1882 r. linii kolejowej z Freitalu do Schmiedebergu. Od 1 kwietnia 1919 z Drezna do Dippoldiswalde drogą regularnie kursowały autobusy.
Od 1932 r. droga oznakowana była jako Reichsstrasse 96. W NRD oznakowana jako Fernverkehrstraße 170 stanowiła ważne połączenie z Czechosłowacją i dalej z Węgrami. Była także jedną z dróg tranzytowych tego kraju.